# Rio King
O rio King, é um rio perene da bacia nordeste de Murray na bacia dos rios Murray-Darling está localizado nas regiões dos Alpes e de Hume de Vitória, na Austrália. Ele flui das encostas do noroeste do Alpine National Park, nos Alpes Australianos, através do Vale King e se une ao rio Ovens, na cidade rural de Wangaratta.